# Lutterworth
Lutterworth – miasto w Anglii, w hrabstwie Leicestershire, w dystrykcie Harborough. Leży 20 km na południe od miasta Leicester i 129 km na północny zachód od Londynu. W 2001 miasto liczyło 8293 mieszkańców. Zmarł tu Jan Wiklef.